# Johann Friedrich von Eschscholtz
Johann Friedrich von Eschscholtz (russisk: Иоганн Фридрих фон Эшшольц) var en russisk, eller rettere baltisk-tysk, læge, botaniker og zoolog.
Eschscholtz blev født i Dorpat (nu Tartu) i det Russiske Zarrige. Han studerede medicin ved Universitet i Dorpat, blev ekstraordinær professor i anatomi i 1819 og direktør for den zoologiske samling i 1822.
1815-1818 var Eschscholtz skibslæge og naturhistoriker på den russiske verdensomsejling med skibet Rørik (russisk: Рюрик) under kaptajn Otto von Kotzebue. Eschscholtz samlede dyr og planter i Brasilien, Chile, Californien, Stillehavsøerne og på begge sider af Beringstrædet, fx Kamtjatka og Aleuterne. Også botanikerne Adelbert von Chamisso og Morten Wormskjold var med om bord. Efter ekspeditionen koncentrerede Eschscholtz sig om de indsamlede insekter og overlod planterne til Chamisso. Denne opkaldte en californisk valmue efter Eschscholtz: Eschscholzia californica.
Eschscholzia var også med på kaptajn Kotzebues anden ekspedition 1823-1826 med skibet Predprijaetije (russisk: Предприятие; "Bedrift"), på hvilken han indsamlede insekter i Aleuterne, Alaska og Californien.
Kotzebue navngav en af Marshall-øerne som Eschscholtz Atoll, hvilket dog i 1946 blev ændret til Bikini-atollen.
Standard-auktorbetegnelse for arter beskrevet af Johann Friedrich von Eschscholtz: Eschsch.